# Bigelowiella natans
Bigelowiella natans — вид хлорарахніальних водоростей, служить модельним організмом для вивчення ризаріїв.

## Поширення
Голотип зібрано у 2000 році у Саргасовому морі.

## Опис
Одноклітинні морські водорості з вторинно ендосимбіотичними (чотиримембанними) пластидами.
У перипластидному просторі (англ. periplastidial compartment, між внутрішньою та зовнішною парами мембран) міститься нуклеоморф — редуковане ядро ендосимбіонта, зеленої водорості.

## Геном
Bigelowiella natans був першим представником ризарій, чий геном секвенували. Ядерний геном складається з 94,7 млн пар основ, що кодують 21 708 генів. Інші геноми значно менші: за прогнозом дослідників у геномі мітохондрій кодується 34 гени, у геномі пластид — 57 генів, у геномі нуклеоморфа — 284 гени.